# 1. FC Kaiserslautern
1. FC Kaiserslautern je njemački nogometni klub iz Kaiserslauterna. U sezoni 2023./24. se natječu u 2. Bundesligi.

## Poznati igrači
- Fritz Walter
- Andreas Brehme
- Olaf Marschall
- Miroslav Klose
- Andreas Reinke
- Youri Djorkaeff
- Miroslav Kadlec
- Pavel Kuka
- Marian Hristov
- Ciriaco Sforza
- Harry Koch
- Jürgen Rische
- Michael Ballack
- Michael Schjønberg-Christensen
- Ratinho
- Axel Roos
- Christian Nerlinger
- Carsten Jancker
- Idriz Hošić
- Slobodan Komljenović
- Marco Reich
- Oliver Schäfer
- Vratislav Lokvenc
- Perica Ognjenović
- Thomas Riedl
- Lincoln
- Nenad Bjelica
- Samir Kamouna
- Uwe Rösler
- Georg Koch
- Mihael Mikić
- Jörgen Pettersson
- Martin Wagner
- Srđan Lakić
- Ivo Iličević
- Jeff Strasser
- Sandro Wagner
- Kevin Trapp
- Hany Ramzy
- Ferydoon Zandi
- Dario Damjanović
- Jürgen Macho
- Florian Fromlowitz
- Tobias Sippel
- Thomas Sobotzik
- Uwe Gospodarek

## Poznati treneri
- Otto Rehhagel
- Michael Henke
- Dragoslav Stepanović

## Vanjske poveznice
- Službene klupske stranice
- 1. FC Kaiserslautern na Abseitsu  Arhivirana inačica izvorne stranice od 24. veljače 2010. (Wayback Machine)
- Navijačke stranice
- Navijačke stranice
- Kaiserslauternove statistike  Arhivirana inačica izvorne stranice od 8. kolovoza 2010. (Wayback Machine)
- FCK navijači  Arhivirana inačica izvorne stranice od 14. prosinca 2006. (Wayback Machine)